# يوسف إسلام

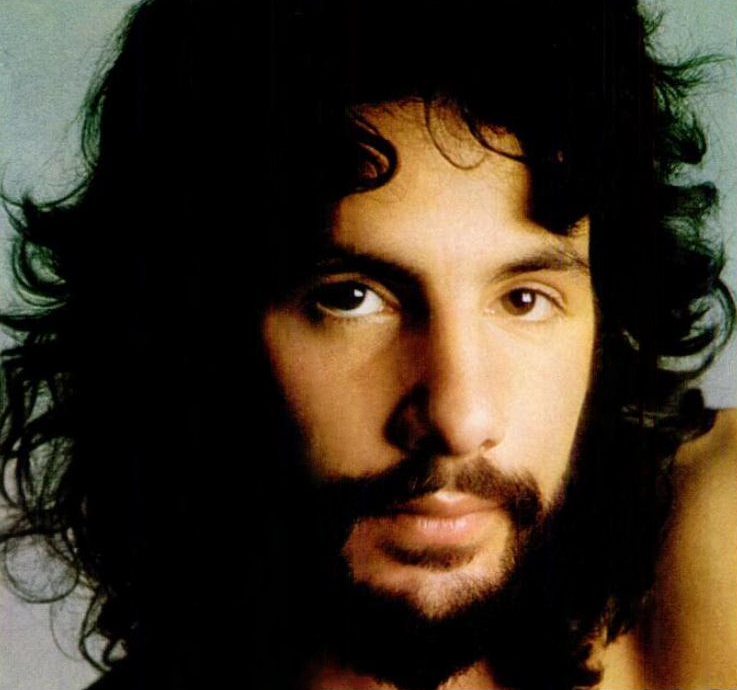
يوسف إسلام، عام 1972، قبل إسلامه عندما كان اسمه كات ستيفنز

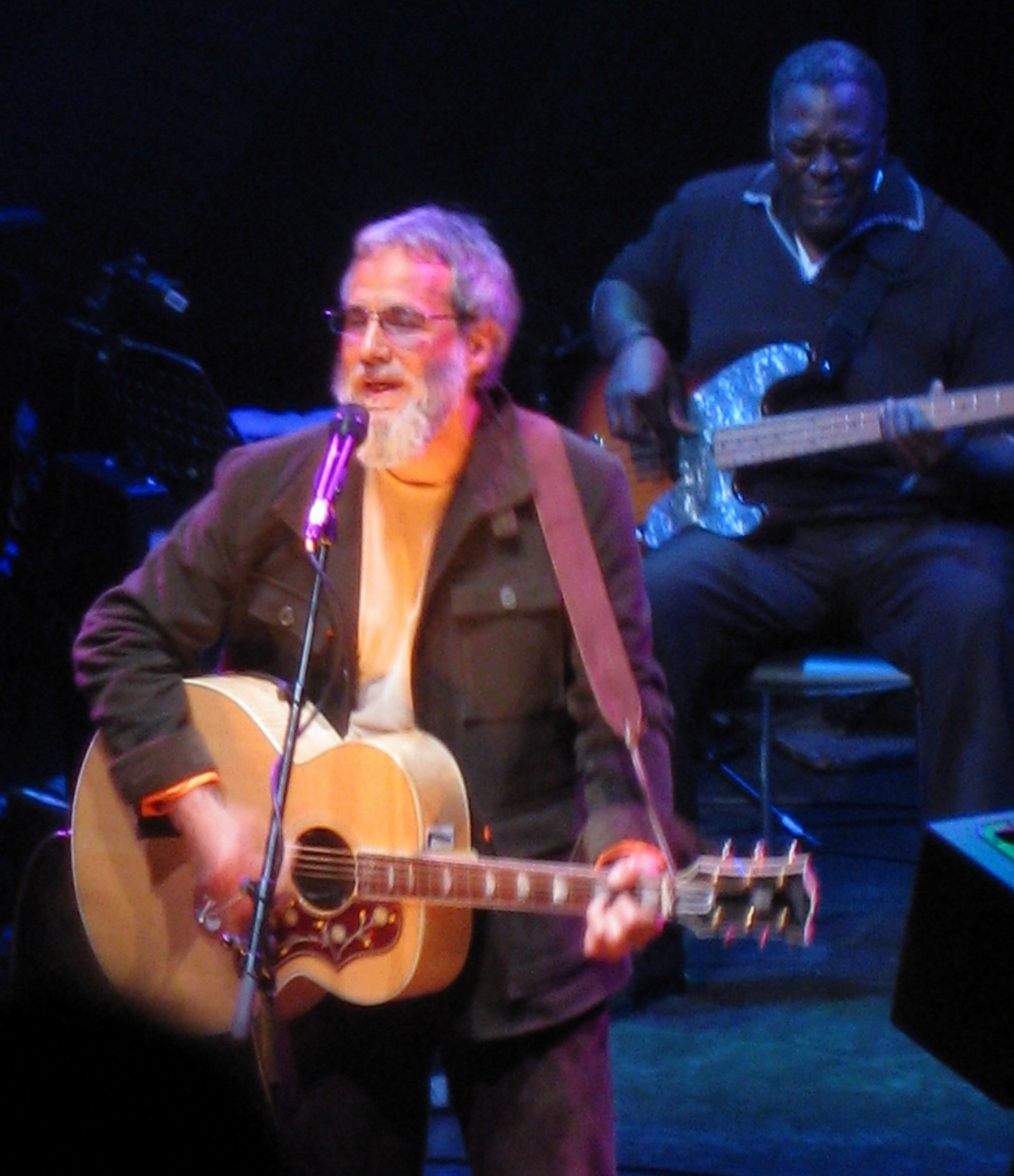
في لندن، 2009

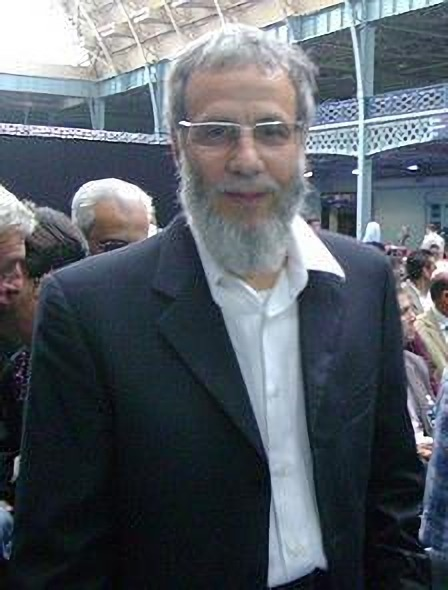
في "إسلام إكسبو"، 2008

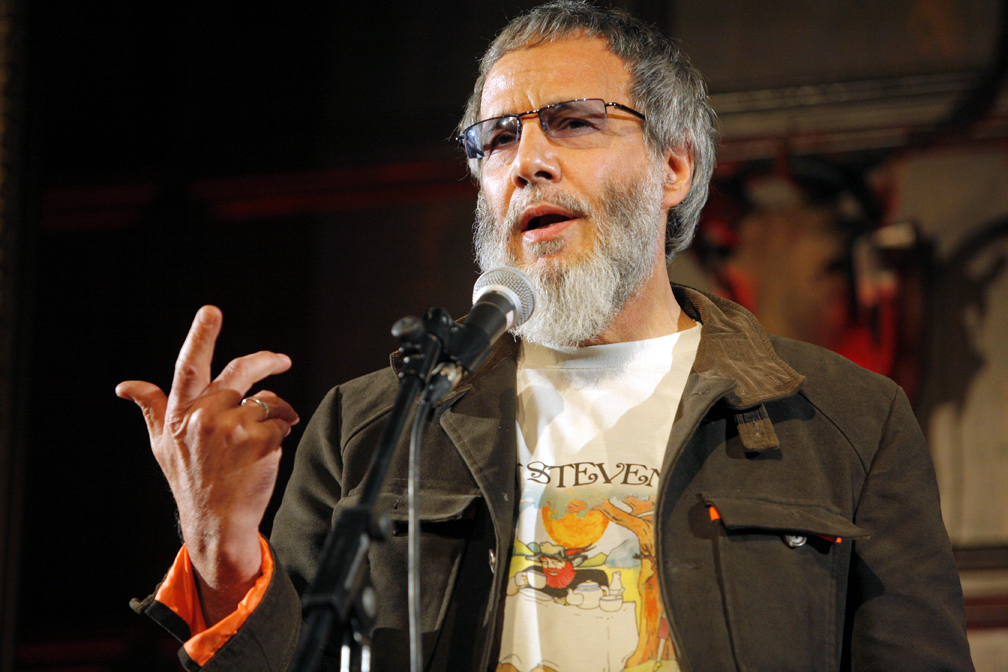
في حفل جوائز موجو، 2009

يوسف إسلام كان اسمه قبل إسلامه كات ستفينس (بالإنجليزية: Cat Stevens) (ولد في 21 يوليو 1948) مغني وكاتب أغاني بريطاني، حققت مبيعات ألبوماته ما يقارب من 60 مليون نسخة، اعتنق الإسلام وغير اسمه من كات ستيفنز (Cat Stevens) إلى يوسف إسلام وأصبح منشداً ولديه العديد من الإصدارات آخرها في عام 2009 ألبوم Roadsinger (مغني الطريق) كما أهدى المنتفضين في العالم العربي أغنية منفردة بعنوان My People (شعبي والمقصود بها المنتمي لهم) وله أنشطة خيرية داخل بريطانيا وخارجها.

## نشأته
اسمه الأول ستيفن ديمترى جورجيو، ولد في لندن من ام سويدية واب من اصل يوناني، وكانت عائلته تدير مطعما في شارع شافتسبري بالقرب من ميدان بيكاديلي بلندن، وبالرغم من أن والده يوناني أرثوذكسي يوناني ووالدته معمدانية، أرسل ستيفن إلى مدرسة كاثوليكية.

## الحياة الفنية
بدأ حياته الفنية في سن صغيرة بعد دراسة قصيرة للفن في سن 18 عاماً، ينقسم مشواره الفني إلى مرحلتين الأولى تلك التي حقق فيها نجاحا لا بأس به بعد أغنية «سأقتني بندقية» ولكنه اضطر إلى التوقف عن الغناء بسبب مرضه بالسل الذي كاد يودي بحياته وهو في سن الـ 19 عاما، مما اضطره إلى الرقود بالمستشفى لمدة عام تقريبا. بعد رحلة المرض تلك بدأت المرحلة الثانية من حياته الفنية التي حقق فيها نجاحات رائعة. حققت أغاني له مثل «عالم متوحش»، «طلع الصباح» و«فاذر آند سن» شهرة عالمية. وفاز في السبعينات إلى جانب ألتون جون كأفضل كاتب أغاني في بريطانيا. تتميز أغاني كات ستيفنس بحسها الفلسفي العميق والتأملي في الحياة التي نحياها وتجلياتها وما بعدها من موت. كان نجم بكل ما تحمله الكلمة من معنى. ولو كان كات ستيفنس اقتصر على كتابة الشعر لحقق شهرة أيضا، بسبب ما تحوي كلمات أغانيه من حس عال مرهف وتساؤل فلسفي عميق عن الحياة والموت والحب.

## إسلامه
في ظل بحثه الدائم والمطلق عن الحق، مرّ بتجارب عدة أشرف فيها على الموت المحقق ورآه رأي العين.. كما هو حال الناس جميعا، استوقفته تلك المواقف..كانت من أسباب توجهه للبحث عن طريق..دين.. إلى الله.. إلى ذاته وإلى الكون..قدر له الله أن تأسره البوذية ولم تدم إذ أدرك أنه بشر. ثم هداه الله إلى الإسلام حيث وجد الحرية المطلقة للإنسان في العبودية لله..ووجد سلم الإنسان للارتقاء إلى الملأ الأعلى فترك الدنيا وذهب للبحث والتأكد من الطريق.. ثم التعمق والإدراك.. ورجع مرة ثانية للعمل الدؤوب والفعل.. كان وما زال مريدا للخير لوجه الخير.. فبدأ مشوارا عمليا من الأفعال الخيرية المتسلسلة بكل أنواعها حتى طرق باب فعله الأول.. الكلمة واللحن.. قدم في التسعينات بعض الأغاني الدينية التي تميزت بالرقة الشديدة والبساطة المتناهية وفي نفس الوقت بالعمق الشديد الذي يتناسب مع عمق شخصيته الإيمانية والفنية. واستمر في النشاطات الإنسانية في بريطانيا وبالتعاون مع منظمة اليونسيف التابعة للأممم المتحدة، وكانت له رحلات عديدة أثناء الحرب في يوغسلافيا السابقة في التسعينات.
حصل على جائزة السلام من رابطة الفائزين بجائزة نوبل في العام 2005 وسلمه الجائزة آخر رئيس للأتحاد السوفيتي ميخائيل غورباتشوف.
في عام 2006 أصدر «كأس أخرى» هو الاسم الذي اختاره للألبوم الجديد. كأس أخرى هو ألبوم جدير بالإنصات والتأمل لما يريد يوسف إسلام وكات ستيفنز معا إبلاغه للناس جميعا أيا كانت الديانة والثقافة.
في طور تعلمه للإسلام أصبح معلما أيضا فتستضيفه جامعات بريطانية عريقة مثل كامبرديج وأكسفورد للحوار عن حياته والدين الإسلامي. حاول بكل جهده إنقاذ حياة المختطف البريطاني في العراق «بيل كيلي» ولكن دون نجاح. هو معارض للقتل والعنف بكل أشكاله.
ويعيش الآن يوسف إسلام في لندن هو وزوجته وأولاده الخمسة كما أن ابنه محمد يمارس الغناء أيضا وكان هو السبب في عودة أبيه للغناء لأن أمه اقتنت له آلة غيتار ويقول يوسف إسلام أنه حالما رأى الغيتار في منزله بعد سنين طويلة أدرك أنه سيعود للموسيقى مرة أخرى. وصل الألبومان الاثنان اللذان أصدرها منذ عودته للموسيقى للمراتب العشرة لأفضل الألبومات في بلدان أوروبية عديدة. كما أن مدارس رسمية كثيرة في ألمانيا تُدرّس أغنيته morning has broken للتلاميذ في المرحلة الابتدائية.

## أعماله الخيرية
أسس يوسف إسلام مؤسسة خيرية أطلق عليها اسم Small Kindness، وهي توفر المساعدات لليتامى والفقراء في البوسنة وكوسوفو والعراق وأفريقيا، كما أسس العديد من المدارس الإسلامية، وطالب إسلام الحكومة البريطانية بتخصيص ميزانية للمدارس الإسلامية أسوة بالمبالغ التي تخصصها الحكومة للطوائف الدينية المسيحية واليهودية، ورغم أن الحكومة لم تستجب لطلبه آنذاك فإنه لم ييئس، بل استمر في حملته إلى أن وافقت حكومة بلير على تخصيص ميزانية لدعم المدارس الإسلامية ببريطانيا.
ويذكر أن رئيس الاتحاد السوفياتي السابق، ميخائيل غورباتشيف، كرم المغني يوسف إسلام، ومنحه جائزة السلام لنشاطه في مجال العمل الخيري. وتسلم إسلام، جائزة «رجل السلام» خلال افتتاح الاجتماع السنوي لمجموعة حملة جائزة نوبل التي أسسها غورباتشيف.
وهو عضو ناشط في المجتمع المسلم في وطنه وخارجه.

## جوائز
فاز وترشح بالعديد من الجوائز.

## وصلات خارجية
- يوسف إسلام على موقع IMDb (الإنجليزية)
- يوسف إسلام على موقع ألو سيني (الفرنسية)
- يوسف إسلام على موقع ميوزك برينز (الإنجليزية)
- يوسف إسلام على موقع ميوزك برينز (الإنجليزية)
- يوسف إسلام على موقع رولينغ ستون (الإنجليزية)
- يوسف إسلام على موقع أول موفي (الإنجليزية)
- يوسف إسلام على موقع قاعدة بيانات برودواي على الإنترنت (الإنجليزية)
- يوسف إسلام على موقع قاعدة بيانات برودواي على الإنترنت (الإنجليزية)
- يوسف إسلام على موقع قاعدة بيانات برودواي على الإنترنت (الإنجليزية)
- يوسف إسلام على موقع قاعدة بيانات الأفلام السويدية (السويدية)
- (بالإنجليزية) الموقع الرسمي ليوسف إسلام
- (بالإنجليزية) حوار مع يوسف إسلام
- يوسف إسلام.. الإسلام في عيون الغرب، برنامج لقاء اليوم، قناة الجزيرة، 16 يونيو 1999م